# Republica Serbia (1992-2006)
Republica Serbia (în sârbă Република Србија, cu alfabetul latin: Republika Srbija) a fost o țară constituentă din Republica Federală Iugoslavia, redenumită ulterior în Serbia și Muntenegru, între 1992 și 2006. Odată cu secesiunea Muntenegrului din uniune cu Serbia, cele două state au devenit suverane.
După dizolvarea Ligii Comuniștilor din Iugoslavia în 1990, Republica Socialistă Serbia care a fost condusă de Partidul Socialist al lui Slobodan Milošević a adoptat o nouă constituție, prin care se declara o republică constituentă cu instituții democratice în cadrul Iugoslaviei, iar adjectivul „socialistă” a fost scos din numele oficial. Pe când Iugoslavia se destrăma, Serbia și Muntenegru au format în 1992 o nouă federație numită Republica Federală Iugoslavia, iar în 2003 a fost redenumită în Serbia și Muntenegru.
Serbia în anii 1990 a fost caracterizată prin criză economică (printre care cea mai mare hiperinflație din lume), implicarea în războaiele din statele vecine, o criză de refugiați, și conducerea autoritară a lui Milošević. Când partidele din opoziție au ajuns la putere în 2000, Serbia a urmărit să-și îmbunătățească relațiile diplomatice cu statele occidentale, cu un deceniu mai târziu față de restul statelor din estul Europei.